# 세계지적재산권기구 저작권 조약
세계지적재산권기구 저작권 조약(WCT·WIPO Copyright Treaty)은 1996년 스위스 제네바에서 체결된 조약으로써, 온라인 디지털 환경과 연관되어 있다. 주요 내용은 온라인 안에서 저작자의 권리를 확실하게 하고, 디지털 형태 저작물의 보호와 관련되는 기술적 수단을 보호하는 내용을 골자로 한다.
현재 전 세계의 69개국이 이 조약에 가입되어 있는 상태이다. 대한민국은 2004년 6월 24일부터 효력이 생겼다.

## 같이 보기
- 세계 지식 재산권 기구